# 송현우
송현우(宋鉉宇, 1981년 9월 16일 ~ )은  KBO 리그 전 LG 트윈스의 선수이며 현 인천고등학교 투수코치이다.

## 출신학교
- 인천서흥초등학교
- 대헌중학교
- 인천고등학교
- 건국대학교